# Королівські ботанічні сади в К'ю
51°28.480′ пн. ш. 0°17.728′ зх. д. / 51.474667° пн. ш. 0.295467° зх. д.
Королі́вські ботані́чні сади́ К'ю (англ. Royal Botanic Gardens, Kew), або Сади К'ю (англ. Kew Gardens) — комплекс ботанічних садів та оранжерей площею 121 га в південно-західній частині Лондона між Ричмондом та К'ю, історичний парковий ландшафт XVIII–XX століть. Сади створені у 1759 році та у 2009 році відсвяткували своє 250-річчя. Директором садів у 2008 році став професор Стівен Гоппер (англ. Stephen Donald Hopper), який змінив на цій посаді професора сера Пітера Крейна (англ. Sir Peter Crane). «Королівські ботанічні сади в К'ю» — це також офіційна назва організації, що управляє садами в К'ю та садами в Сассексі, Вейкгарст Плейс.
Королівські ботанічні сади К'ю — всесвітньо визнаний ботанічний дослідний та навчальний центр з 700 співробітниками та доходом 56 млн фунтів стерлінгів за фінансовий рік, що закінчився 31 березня 2008 року, та з 2 мільйонами відвідувачів за той же рік. Сади фінансуються Департаментом у справах навколишнього середовища, продовольства і сільського господарства (Department for Environment, Food and Rural Affairs; скор. Defra).
У садах К'ю знаходиться найбільша у світі колекція живих рослин. Більш як 30 000 рослин ростуть в садах, а найбільший у світі гербарій включає 7 мільйонів рослин. Бібліотека містить більш як 750 000 томів та понад 175 000 малюнків рослин. Сади К'ю видають Index Kewensis — ботанічний номенклатурний довідник, у якому реєструються всі опубліковані ботанічні назви насіннєвих рослин рангом від роду та нижче. У садах К'ю знаходяться чотири будівлі першого рівня значущості та 35 будівель другого рівня значущості всесвітньої спадщини.

## Історія

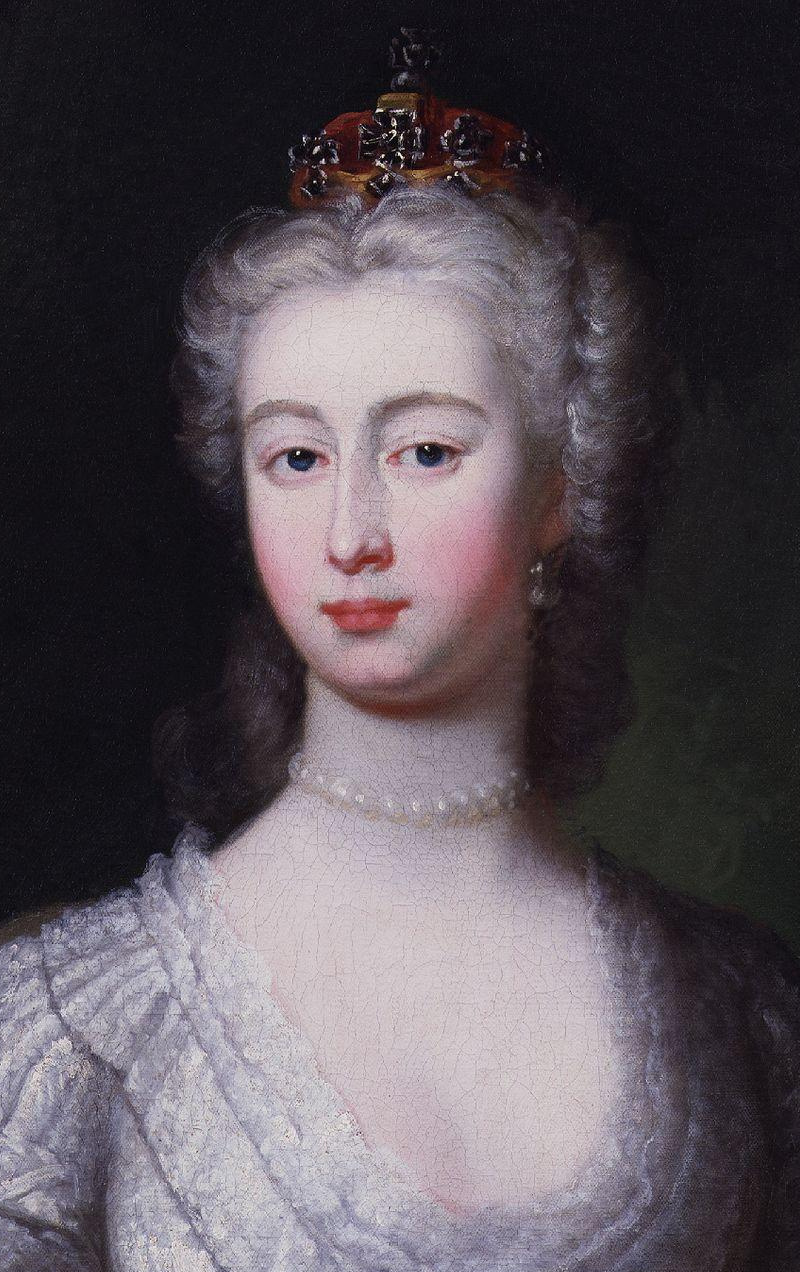
Августа Саксен-Готська

Сади К'ю виникли у 1670 році в парку К'ю, створеному лордом Генрі Кейпелом з Т'юксбері (англ. Lord Capel of Tewkesbury) на місці аптекарського городу, закладеного ботаніком Вільямом Тернером (англ. William Turner, близько 1510—1568). Парк розташовувався на заході Лондона, навпроти Сайон-Гаузу, та об'єднував два королівські володіння.
Згодом сади були розширені принцесою Августою Саксен-Готською, вдовою Фредеріка, принца Уельського. У цей час кілька садових споруд були побудовані архітектором сером Вільямом Чемберсом (англ. Sir William Chambers). Одна з них, Велика пагода у китайському стилі, була зведена у 1761 році та збереглася до наших днів. Георг III розширив сади.
Колекція садів росла безсистемно, аж доки у 1771 році не був призначений перший учений колекціонер — ботанік Френсіс Массон (англ. Francis Masson). Король Георг III, який вирішив розвивати сади, залучив ботаніків Вільяма Айтона та сера Джозефа Бенкса. У 1781 році Георгом III був придбаний цегляний «Голландський дім» (англ. Dutch House), розташований біля парку. Нині він відомий як палац К'ю (англ. Kew Palace). Старий палац Квінс-гауз (англ. Queen's House) був знесений у 1802 році.

Оранжерея принцеси Уельської

Після смерті Вільгельма IV в 1837 році та сходження на престол королеви Вікторії сади в К'ю запустіли, і їхнє майбутнє висіло на волосині. У 1838 році урядова комісія на чолі з Джоном Ліндлі прийшла до висновку, що сади необхідно передати державі, надати їм статус національного ботанічного саду, який би слугував центром мережі колоніальних ботанічних садів. «Медицина, комерція, сільське господарство та садівництво отримають величезну користь від введення такої системи», — заявив Ліндлі.
У 1840 році сади стали національним ботанічним садом. Першим офіційним директором Королівських ботанічних садів в К'ю у березні 1841 був призначений сер Вільям Джексон Гукер — професор ботаніки Університету в Глазго. Гукер повинен був керувати садами від імені Служби лісів. Під керівництвом нового директора сади стали відроджуватися — територія садів збільшилася до 30 гектарів (75 акрів), а дендрарію (арборетуму) — до 109 гектарів (270 акрів), а пізніше до її нинішнього розміру в 120 гектарів (300 акрів). Вільям Несфілд, якому було доручено перебудову садів, зробив нещодавно збудовану оранжерею Палм-гауз (англ. Palm House) їх центральним пунктом. Палм-гауз був створений архітектором Децімусом Бертоном та металургом Річардом Тернером між 1844 та 1848 роками та став першою великою спорудою, у якій використовувалася кована сталь. Поєднання технічної та архітектурної майстерності якісно змінило можливості ботанічного саду, дозволивши вирощувати в ньому тропічні рослини.
Крім внеску у створення ландшафтного та архітектурного вигляду садів Вільям Гукер залишив Садам К'ю й іншу спадщину — гербарій та бібліотеку.
Темперейт-гауз (англ. Temperate house) — будівля удвічі більша, ніж Палм-гауз, був зведений пізніше, наприкінці XIX століття. Зараз він є найбільшою зі збережених вікторіанських теплиць.

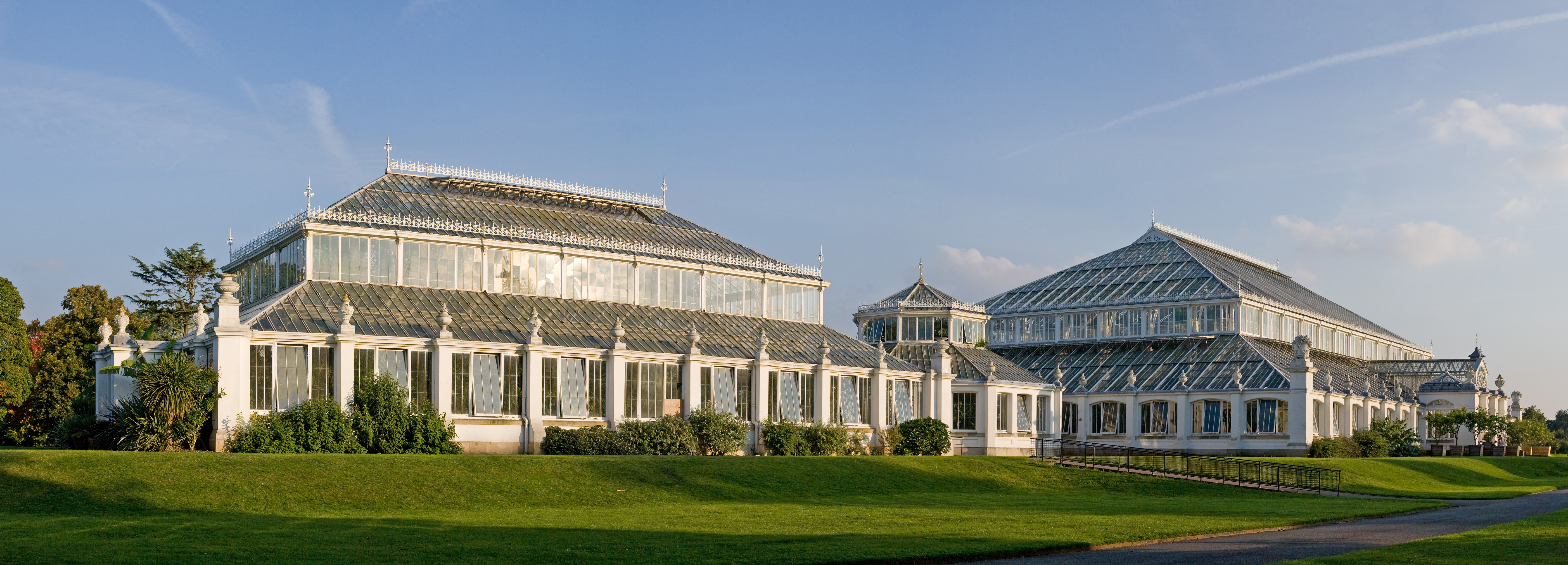
Темперейт-гауз

Чайний будиночок (англ. Tea House) був спалений у лютому 1913 року суфражистками Олів Воррен та Ліліан Лентон під час серії підпалів у Лондоні.
Третє велике сховище, яке вміщує рослини 10 кліматичних зон, було відкрито у 1987 році Діаною, принцесою Уельською, в пам'ять своєї попередниці Августи Саксен-Готської.
У жовтні 1987 року сади К'ю пережили велику бурю (англ. Great Storm of 1987), сотні дерев були вирвані вітром з корінням.
У липні 2003 року сади були включені до списку Світової спадщини ЮНЕСКО.

### Директори Королівських ботанічних садів в К'ю
- 1759—1793 Вільям Айтон
- 1793—1841 Вільям Таунсенд Айтон (англ. William Townsend Aiton)
- 1841—1865 Сер Вільям Джексон Гукер[8]
- 1865—1885 Джозеф Долтон Гукер[8]
- 1885—1905 Вільям Тернер Тізелтон-Дайер (англ. William Turner Thiselton-Dyer)
- 1905—1922 Сер Девід Прейн (англ. David Prain)[9]
- 1922—1941 Артур Вільям Гілл[10]
- 1941—1943 Сер Джеффрі Еванс (англ. Geoffrey Evans)[11][12][13](в.о.)
- 1943—1956 Едвард Джеймс Солсбері (англ. Edward James Salisbury)
- 1956—1971 Сер Джордж Тейлор (англ. George Taylor (botanist))[14][15]
- 1971—1976 Джек Геслоп-Гаррісон (англ. Jack Heslop-Harrison)[16]
- 1976—1981 Професор Джон Патрік Міклтвейт Бренен (англ. John Patrick Micklethwait Brenan)[17]
- 1981—1988 Професор Ернест Артур Белл (англ. Ernest Arthur Bell)[18]
- 1988—1999 Сер Ґілліан Пранс (англ. Ghillean Prance)[19]
- 1999—2006 Пітер Крейн (англ. Peter Crane)[20]
- 2006—2012 Професор Стівен Дональд Гоппер (англ. Stephen Donald Hopper)[21]
- 2012–по даний час Річард Деверелл (англ. Richard Deverell)[22]

## Сади К'ю сьогодні
Сади К'ю є провідним центром ботанічних досліджень та підготовки професійних садівників. У 2005 році в К'ю побували 1,48 мільйона відвідувачів, що є найбільшим числом з 1949 року. У саду діють наукові відділи: архів, гербарій, бібліотека. У зимові місяці працює ковзанка.

### Гербарій і колекція насіння
Гербарій К'ю є одним з найбільших у світі, включаючи близько 7 млн зразків рослин (які мають 98 % всіх наявних у світі видів вищих рослин), які використовуються в основному для таксономічних досліджень. У гербарії представлені типи рослин усіх регіонів світу, особливо велику кількість тропічних рослин.
Гантер-гауз, місце зберігання нинішнього гербарію, був придбаний К'ю у 1852 році. Початок зібранню засушених рослин поклала особиста колекція Гукера, а також зразки рослин, подаровані Джорджем Бентамом. Коли рослини не поміщалися у будівлі гербарію, до Гантер-гаузу додали цокольний поверх та чотири флігелі, побудовані через рівні проміжки часу.
Гербарій Гарвардського університету (англ. Harvard University Herbaria) та Австралійський національний гербарій співпрацюють з К'ю у створенні бази даних IPNI, авторитетного джерела інформації по ботанічній номенклатурі.
К'ю має важливе значення як колекція (банк) насіння, є спонсором проєкту «Насіннєвий банк тисячоліття» (англ. 'Millennium Seed Bank Project').
Незважаючи на несприятливі умови вирощування (забруднення атмосфери Лондона, сухість ґрунтів та мала кількість опадів) К'ю як і раніше є одним з найповніших колекцій рослин у Великій Британії. У спробі захистити колекції від несприятливих умов К'ю створив дві дослідні станції, одну з них в саду Вейкхерст у Сассексі (власність Національного фонду історичних та природних пам'яток, англ. National Trust for Places of Historic Interest or Natural Beauty), іншу, що спеціалізуються на вирощуванні хвойних дерев, — в Беджбері Пінетум (англ. Bedgebury Pinetum) у Кенті, спільно з Комісією по лісу (англ. Forestry Commission).

### Бібліотека та архіви
Бібліотека й архіви К'ю є одними з найбільших у світі ботанічних колекцій, включають вони понад півмільйона одиниць зберігання, у тому числі книги, ботанічні ілюстрації, фотографії, листи та рукописи вчених, спеціалізовані періодичні видання та географічні карти. Бібліотека Джодрелл (англ. Jodrell Library) нещодавно була об'єднана з бібліотеками етноботаніки та мікології, і всі вони тепер розміщені в лабораторії Джодрелл (англ. Jodrell Laboratory).

## Визначні пам'ятки

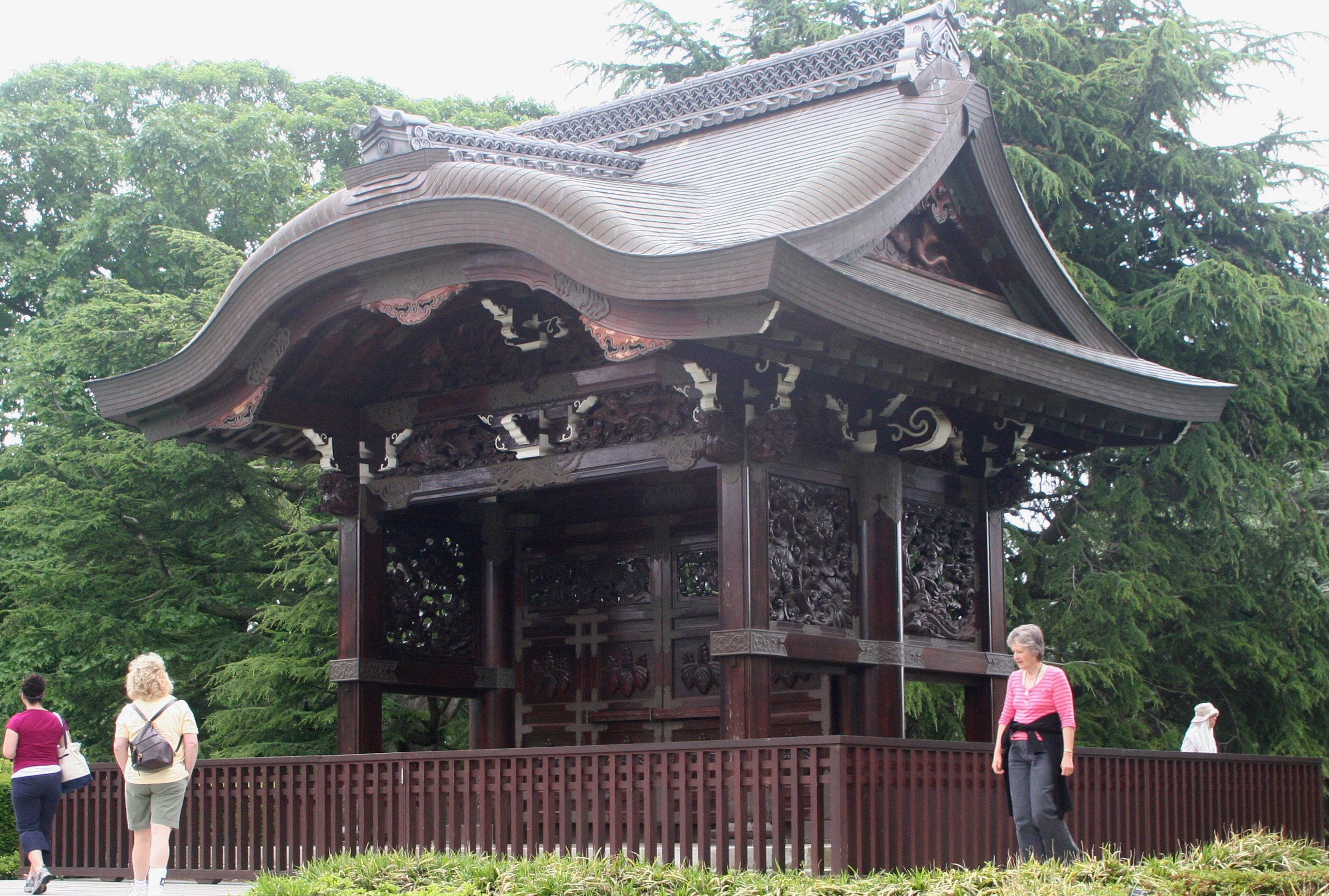
Японські ворота (Chokushi-Mon)

- Альпійський будиночок

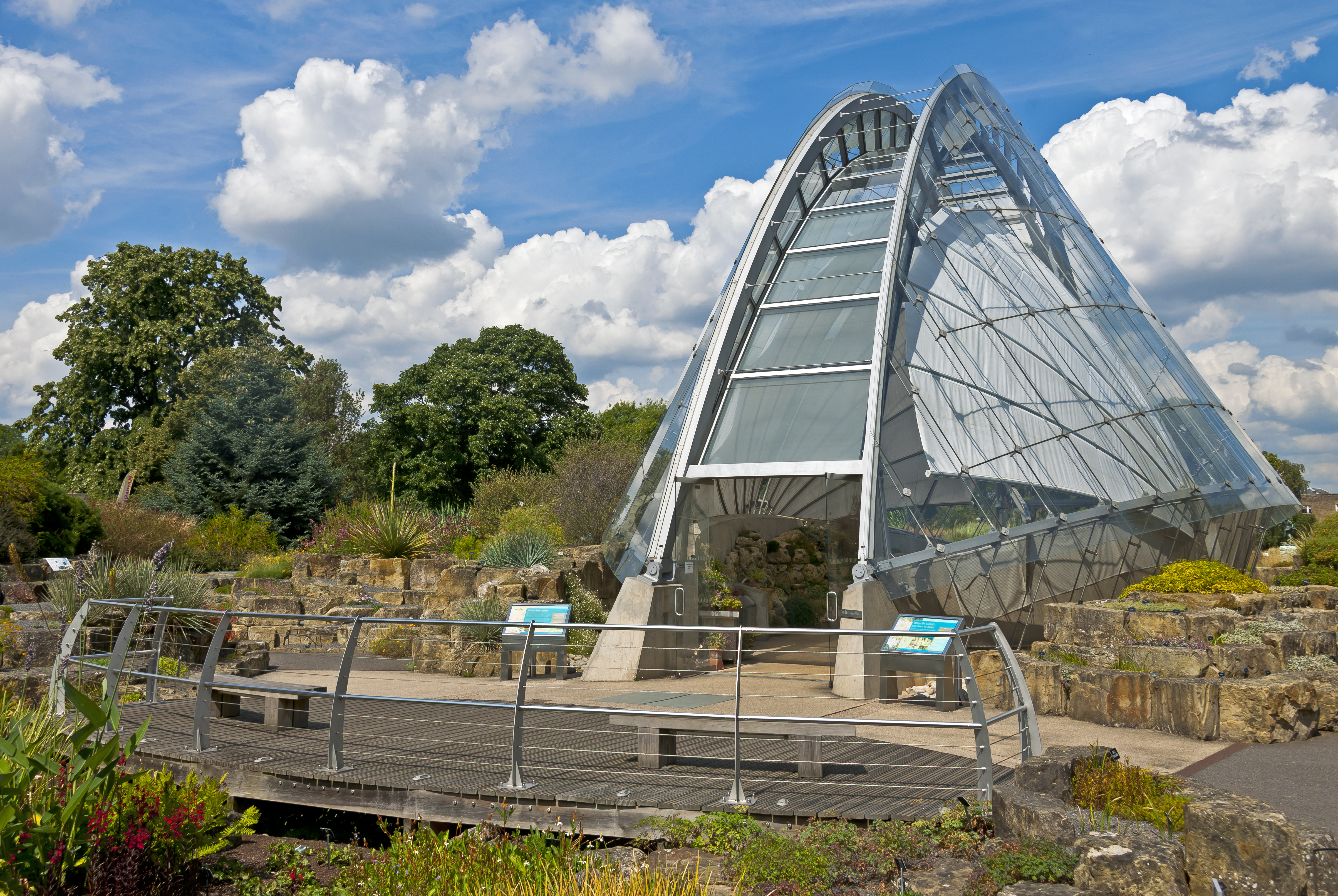
Альпійський будиночок

У березні 2006 року було відкрито альпійський будиночок Девіса (англ. Davies Alpine House); це вже третій варіант альпійського будинку; перший був побудований в 1887 році. У новій будівлі — притулку рослин альпійського пояса — створена система автоматичного управління жалюзі, які перешкоджають перегріву приміщень.
- Chokushi-Mon

Chokushi-Mon — ворота у японському стилі, збудовані біля Пагоди в 1910 році, відтворюють частина традиційного японського храму. Вони є копією карамон (китайських воріт) храму Нісі Хонгандзі в Кіото. Ця споруда входить до складу стилізованого традиційного японського саду.
- Компостна купа

У К'ю знаходиться найбільша у світі купа компосту. Протягом довгого часу в ній збиралися виполоті бур'яни, обрізані пагони та бадилля рослин і гній з придворних стаєнь. Цей компост використовується як живильний ґрунт в саду, але іноді він продається на аукціоні в рамках заходів з пошуку додаткових фінансових коштів для садів.
- Міжнародна виставка «Садовий фотограф року»

Недалеко від павільйону Ресторан просто неба влаштована виставка фотографій, відібраних для участі у щорічних конкурсах «Садовий фотограф року».

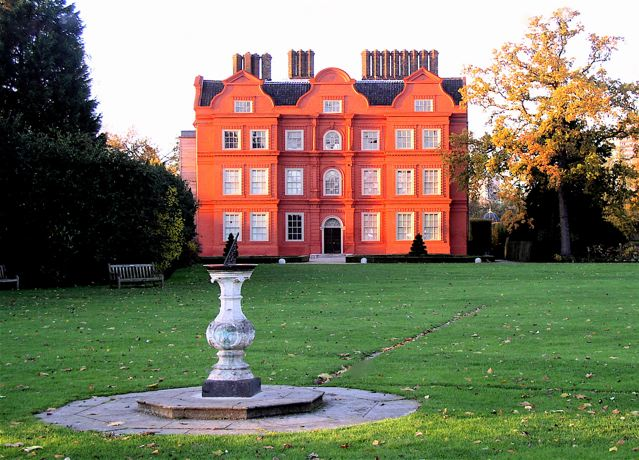
Палац в К'ю

- Палац К'ю

Палац К'ю — найменший з британських королівських палаців. Його побудував голландський купець Семуел Фортрей (англ. Samuel Fortrey) приблизно у 1631 році. Пізніше він був придбаний Георгом III. Метод будівництва, який був тут застосований, полягає в кладці цегли поперемінно довгими та короткими сторонами та відомий як «фламандський ряд». Ця кладка та загострений дах надали будівлі характерних голландських рис. Будівля зазнала значних змін, перш ніж була відкрита для відвідувань публіки у 2006 році. Палац не входить до складу Садів, має самостійне, окреме від садів управління та є єдиною постійно відкритою пам'яткою Садів, де для огляду потрібна додаткова плата.
З боку заднього фасаду Палацу розбитий «Сад Королеви», який охоплює колекцію рослин, які, як вважається, мають лікувальні властивості.
- Мінка

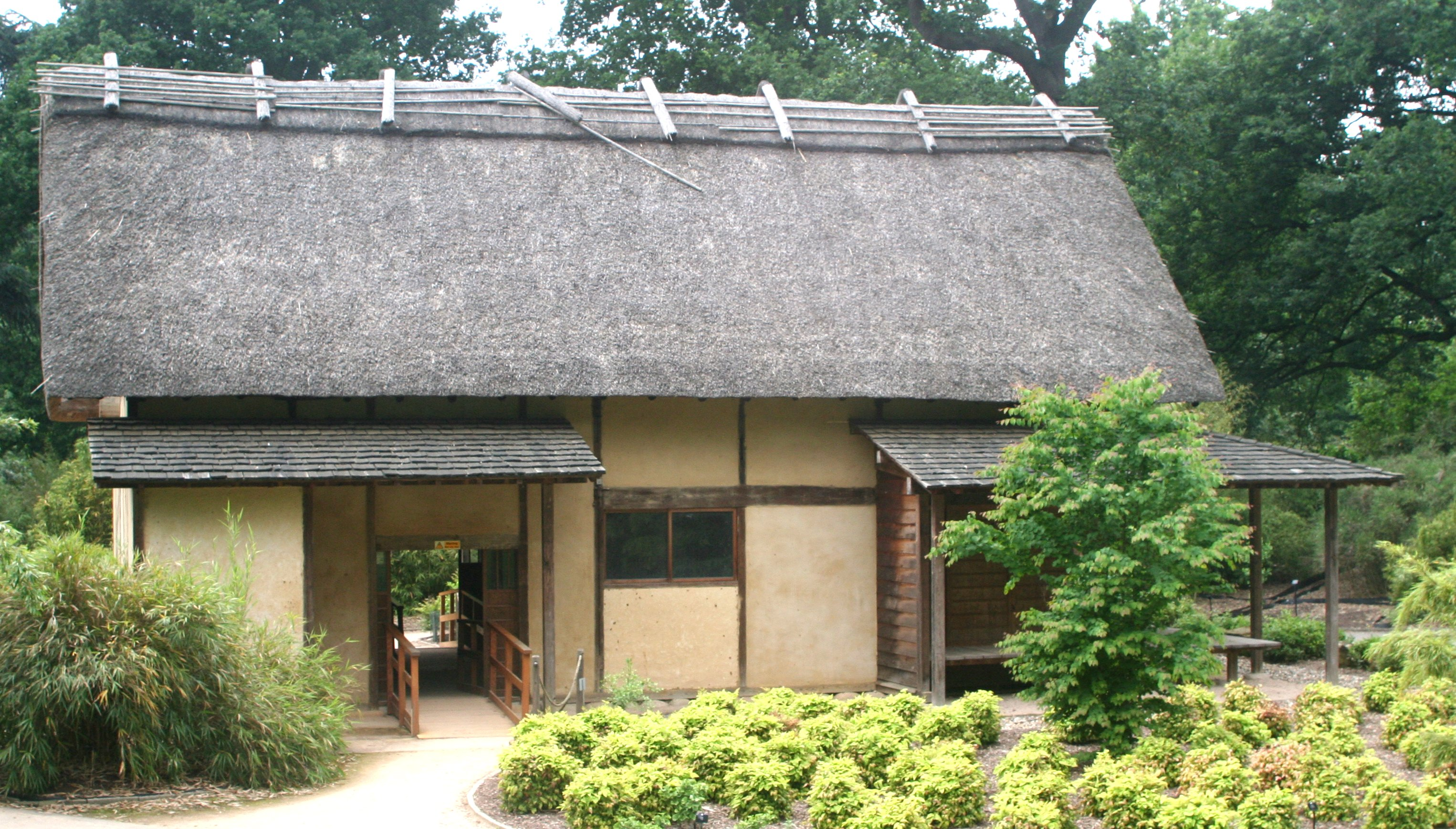
Мінка

Після Японського фестивалю 2001 Сади К'ю придбали японський дерев'яний будинок будівлі 1900 року, прозваний Мінка (англ. Minka), який спочатку знаходився у передмісті міста Окадзакі. Японські майстри розібрали та заново зібрали каркас будівлі, а британські будівельники, які працювали на реконструкції театру «Глобус», звели стінові панелі.
Роботи розпочалися 7 травня 2001 року, каркас був зібраний 21 травня. Будівництво було повністю завершено у листопаді 2001 року, однак предмети внутрішнього оздоблення знайшли своє місце лише у 2006 році.
Мінка розташований в заростях бамбука на заході центральної частини саду.
- Галерея Маріанни Норт

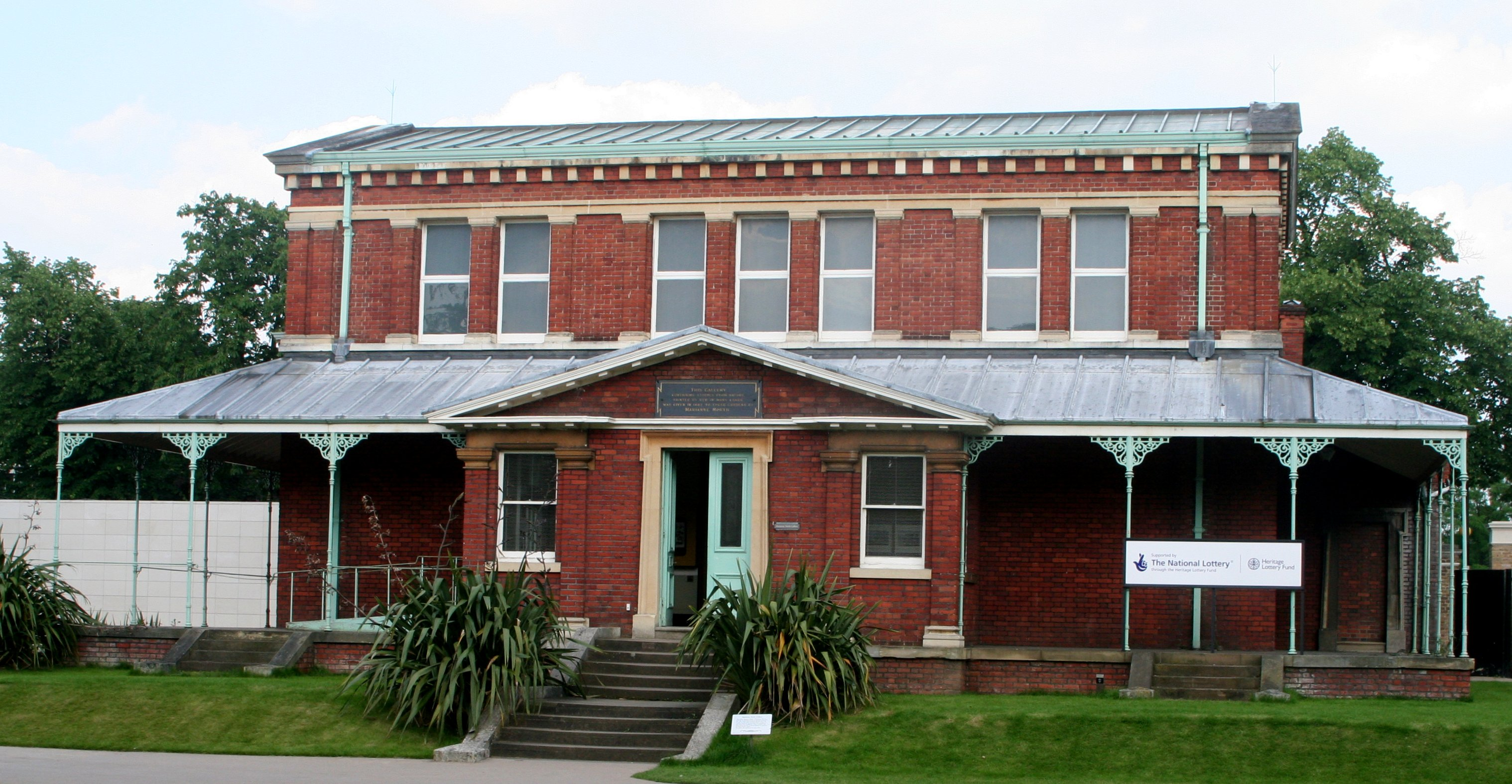
Галерея ботанічного мистецтва Маріанни Норт

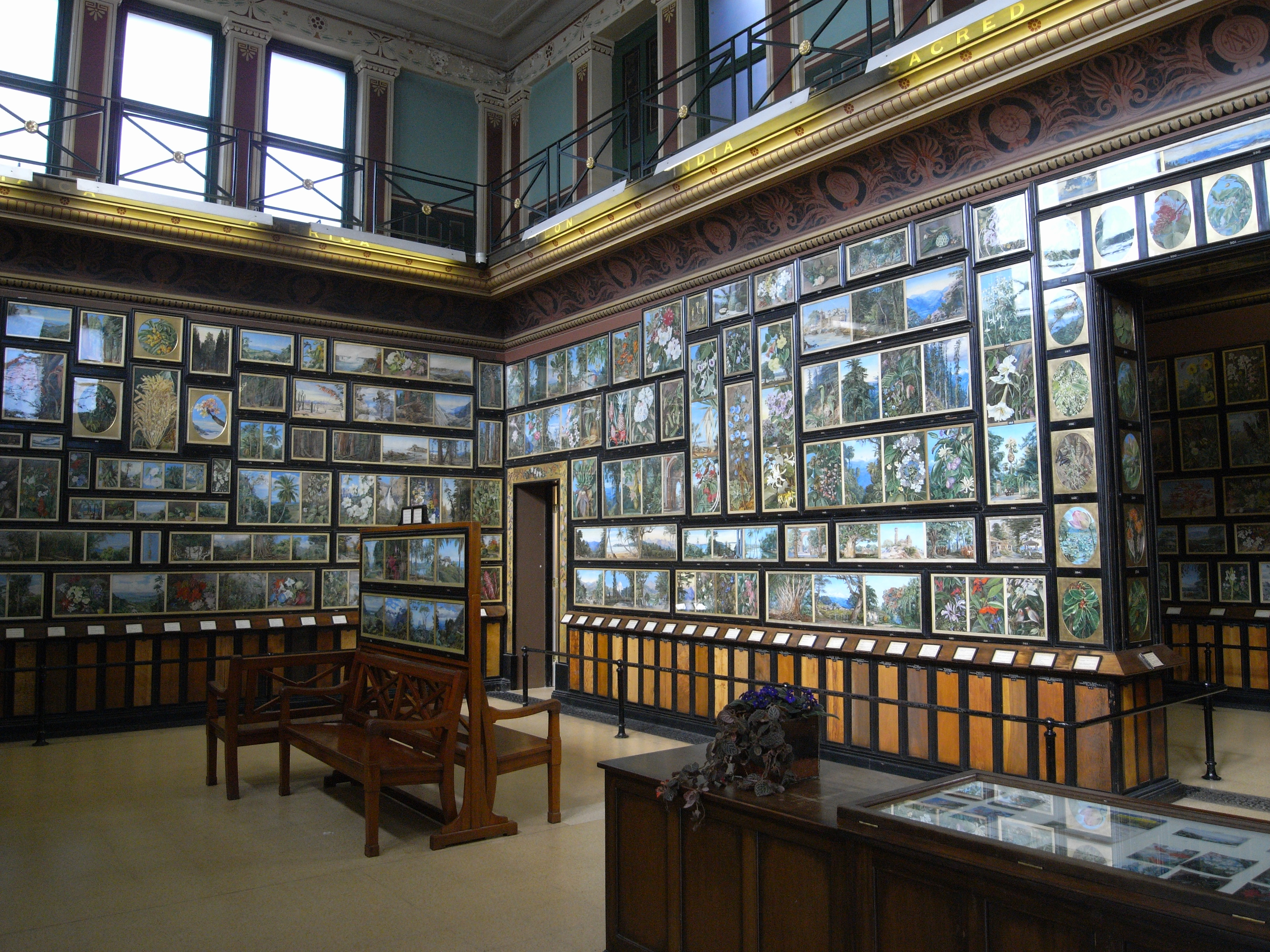
Галерея Маріанни Норт всередині

Галерея Маріанни Норт (англ. Marianne North) була побудована у 1880-х роках для розміщення живописних робіт Маріанни Норт, дочки члена англійського парламенту, яка подорожувала поодинці по Північній та Південній Америці та по багатьох регіонах Азії, щоб замалювати рослини. У галереї знаходяться 832 її картини та малюнки. Картини були заповідані художницею Садам К'ю. За заповітом розташування картин у галереї не може бути змінено.
- Музей

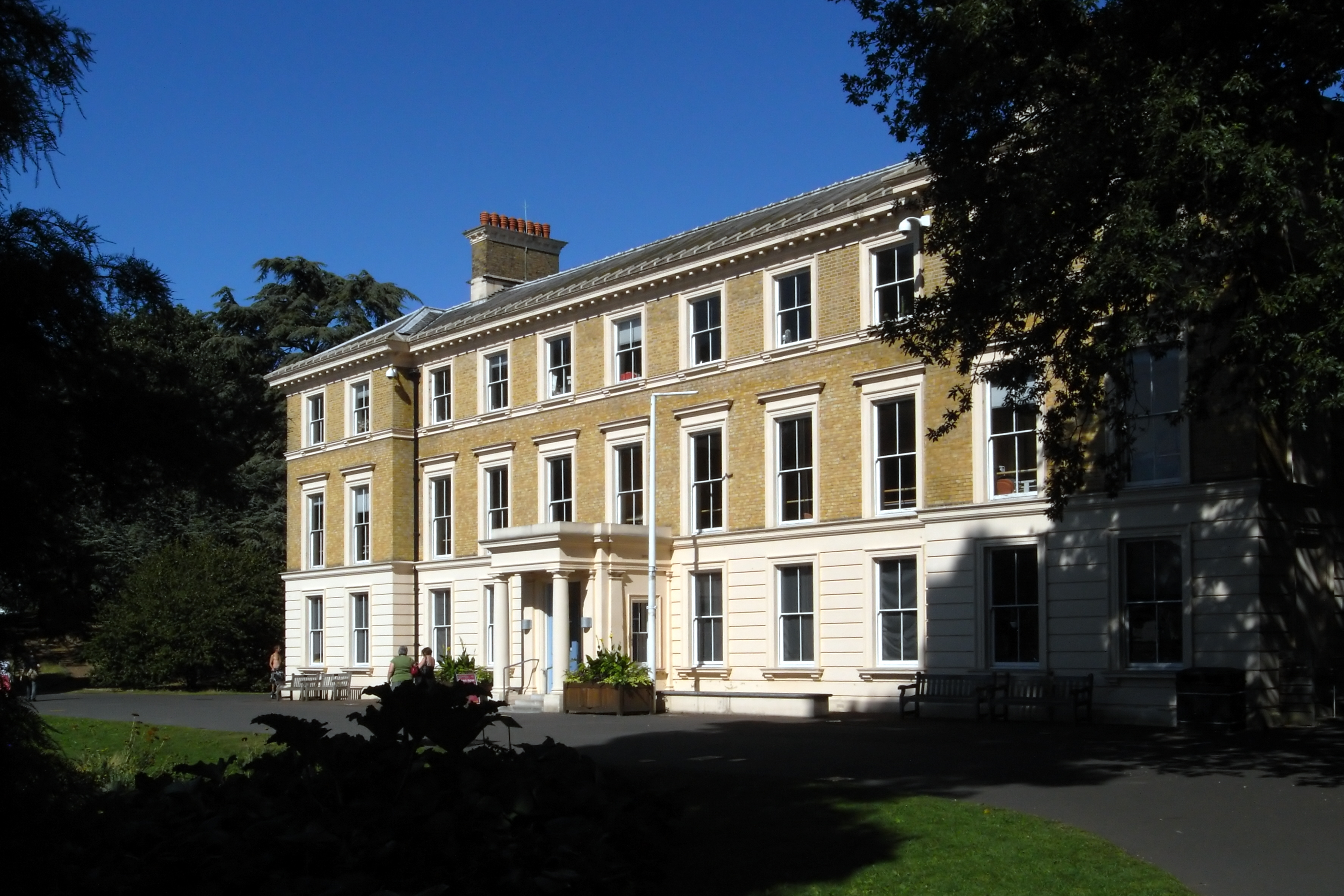
Музей № 1

Поруч з Палм-гаузом знаходиться будинок, відомий як «Музей № 1», який був спроєктовано Децімусом Бертоном та відкритий після спорудження у 1857 році. Музей покликаний показати залежність людини від рослин та містить етноботанічні колекції К'ю, у тому числі інструменти, прикраси, одяг, харчові продукти та лікарські засоби. Будівля була відремонтована у 1998 році. Верхні два поверхи зайняті навчальним центром, а на першому поверсі будинку розташована виставка «Рослини + Люди», яка підкреслює різноманітність рослин та способів їх застосування людиною.
- Пагода

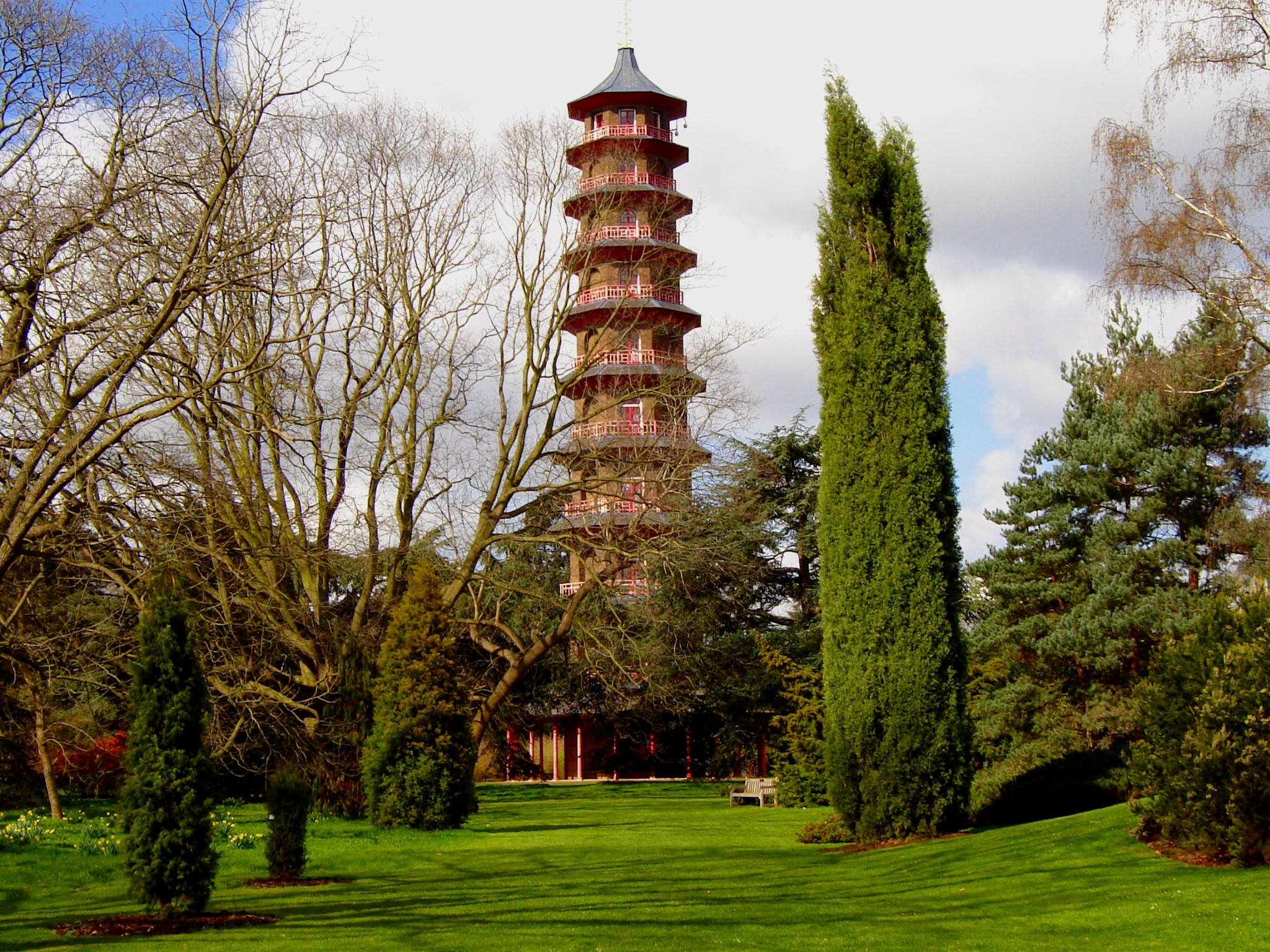
Пагода

Велика пагода, зведена у 1762 році за проєктом Вільяма Чемберса, за формою повторює китайський архітектурний стиль Та. Нижній з десяти восьмикутних поверхів у поперечнику має 49 футів (15 м). Висота будівлі від заснування до найвищої точки — 163 фути (50 м).
Кожен поверх закінчується дахом, створеним на китайський зразок, покритий керамічною плиткою та увінчаний великими постатями драконів; як і раніше ходять чутки, що дракони були зроблені з золота та були продані Георгом IV, щоб сплатити борги, а на їх місце були поставлені інші — дерев'яні. Насправді дракони були зроблені з дерева й пофарбовані золотою фарбою, яка з часом відлущилася. Стіни будівлі зроблені з цегли. У центрі пагоди влаштовано сходи у 253 сходинки.
Пагода була закрита для публіки протягом багатьох років, але у 2006 році знову відкрита у літні місяці. Тривалий ремонт спрямований на те, щоб відкрити будинок для постійного відвідування публіки та тим відзначити 250-річчя Садів К'ю у 2009 році.
- Котедж королеви Шарлотти

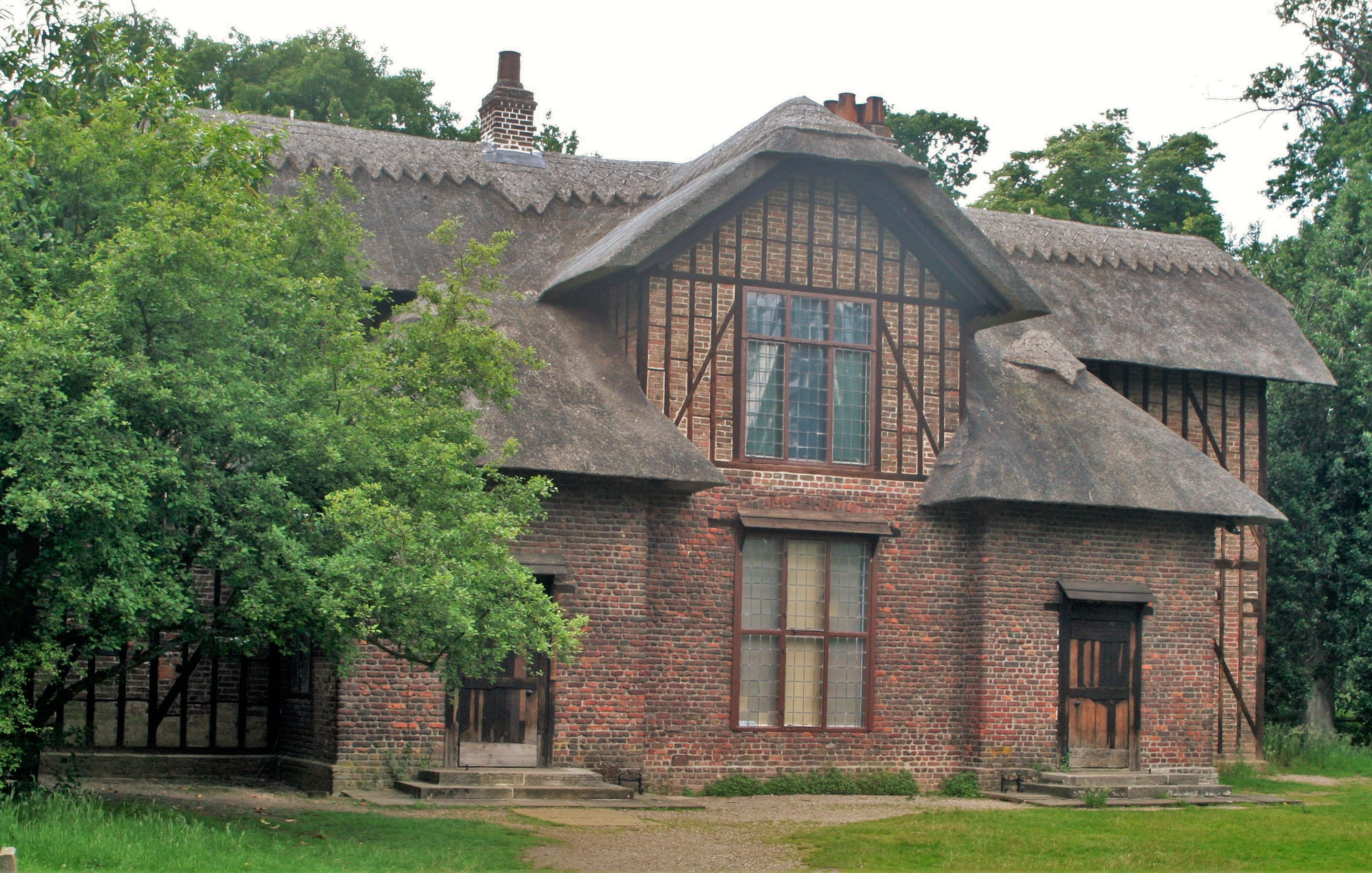
Котедж королеви Шарлотти

Котедж королеви Шарлотти був піднесений їй Георгом III як весільний подарунок. Зараз він знаходиться у музейній зоні, присвяченій охороні рослин. Котедж був відновлений службою історичних королівських палаців і нині керується цією службою.
- Різотрон

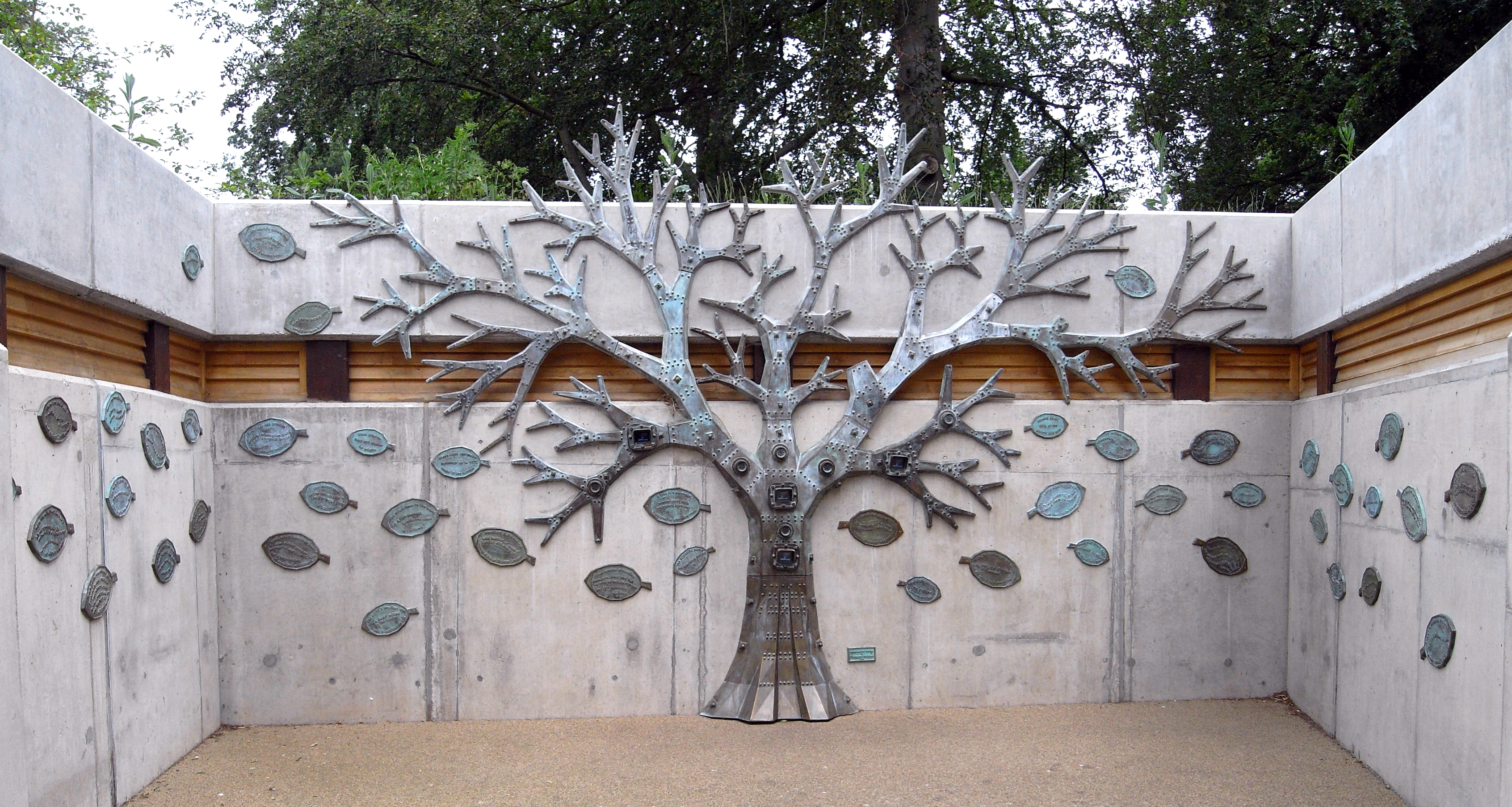
Різотрон

Різотрон відкритий для відвідувачів у той же час, що й алея високих дерев. Різотрон — це мультимедіагалерея, в якій бронзова скульптура поєднується з рідкокристалічними екранами, розповідаючи про життя деревних коренів (див. Різома).
- Оранжерея

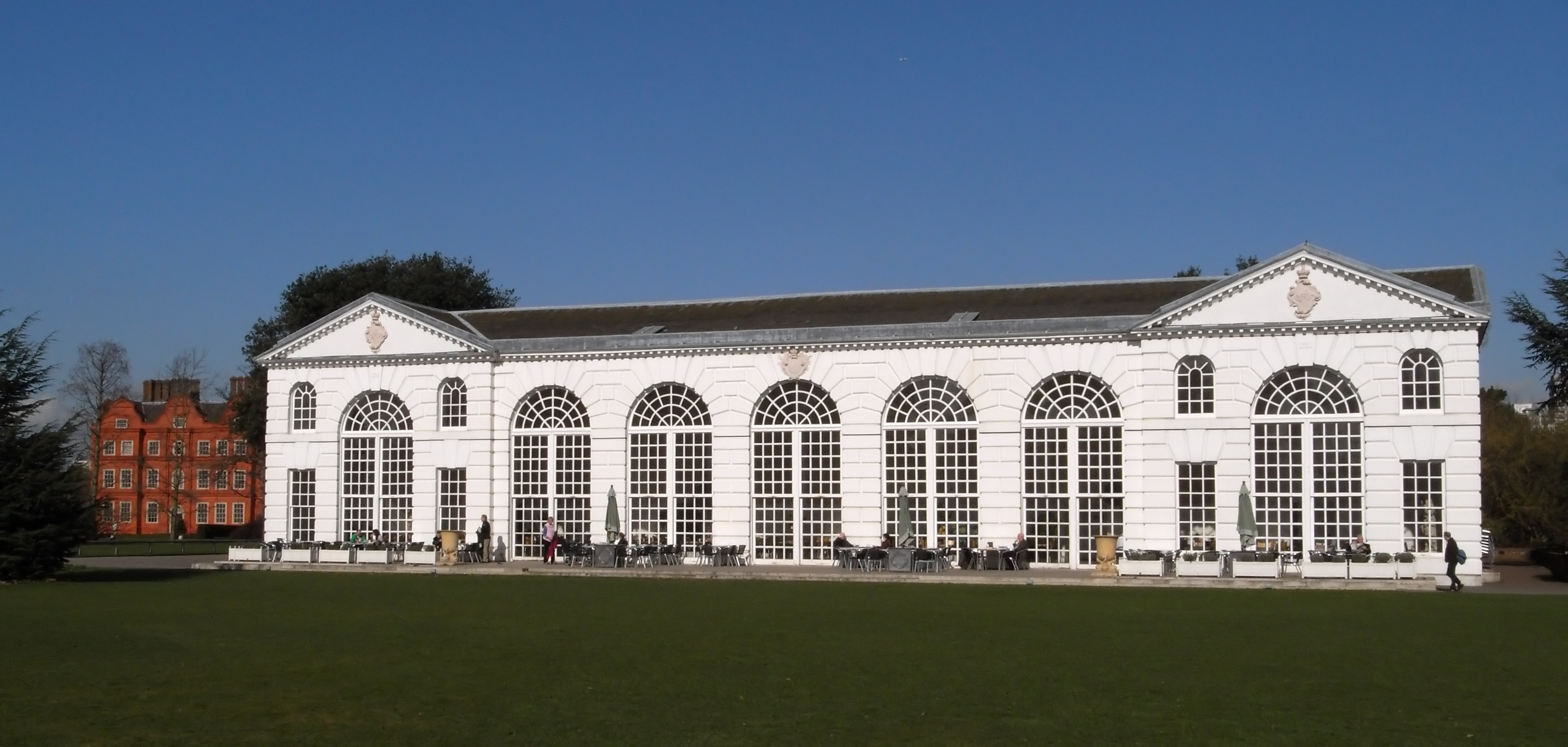
Оранжерея в К'ю

Оранжерею спроєктував сер Вільям Чамберс, будівництво було завершене у 1761 році. Використовувалася для різних цілей, на даний час в оранжереї розташований ресторан.
- Місток Секлерів

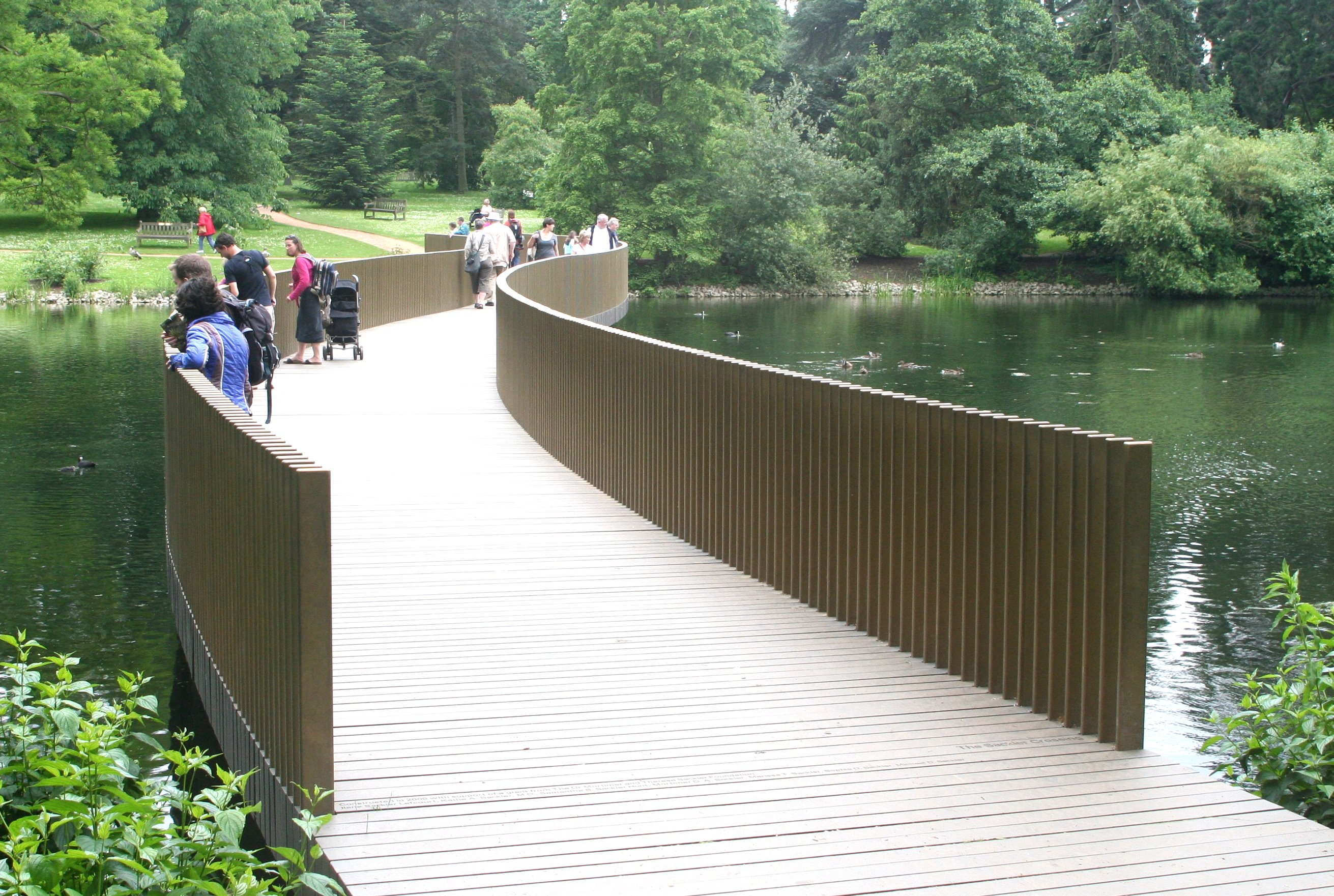
Місток Секлерів

Місток Секлерів, що повис над садовим озером, зроблений з граніту та бронзи та відкритий у травні 2006 року. Він названий на честь подружжя меценатів Секлерів — Мортімера та його дружини Терези (англ. Dr Mortimer and Theresa Sackler). Спорудження відзначено спеціальною премією Королівського інституту британських архітекторів у 2008 році.
- Галерея Ширлі Шервуд

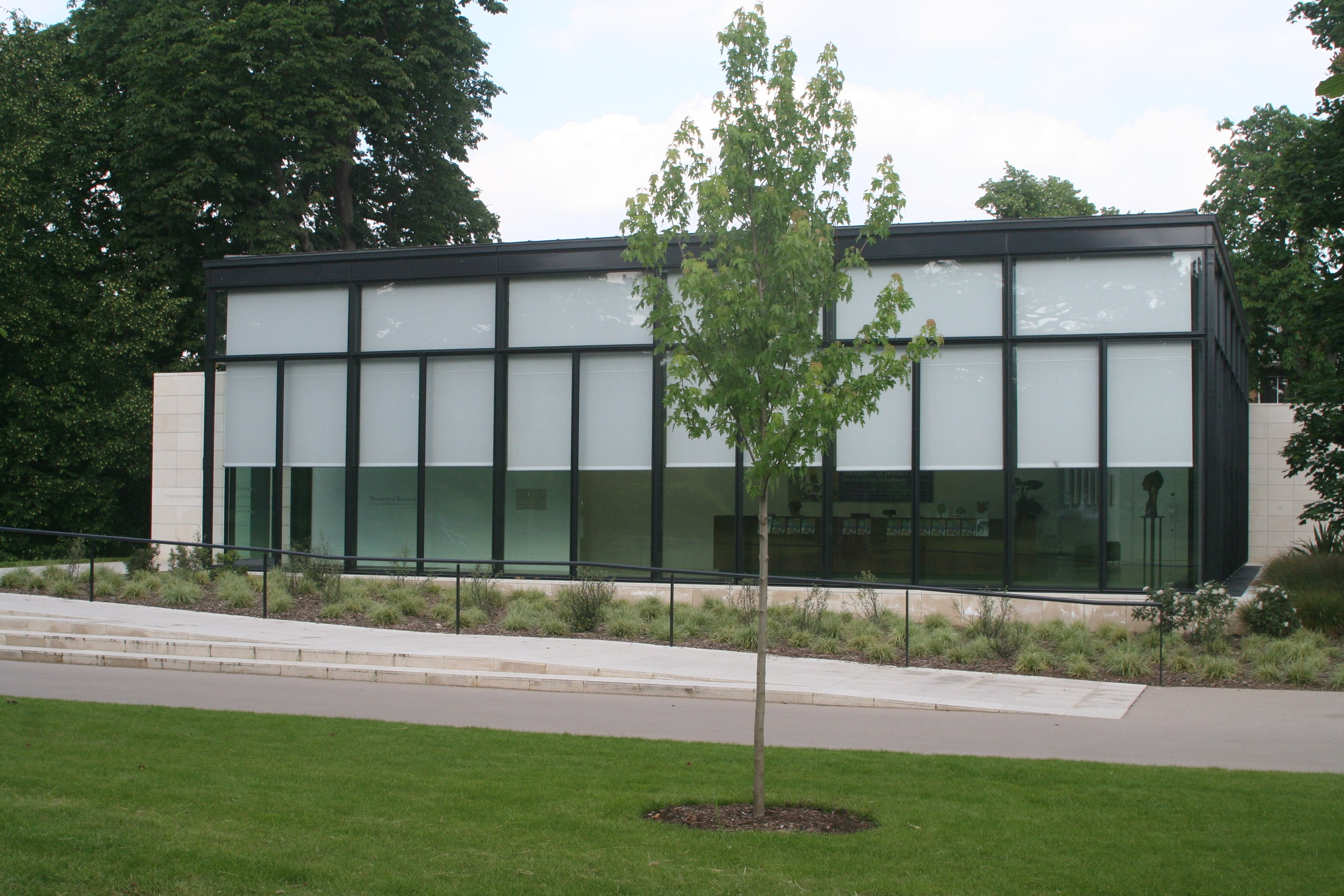
Галерея Ширлі Шервуд

Галерея ботанічного мистецтва Ширлі Шервуд (англ. Shirley Sherwood) відкрилася у квітні 2008 року. Вона включає живопис з колекцій К'ю та доктора Ширлі Шервуд. Більшість картин ніколи раніше не були показані глядачам. У галереї представлені зразки творчості таких майстрів ботанічної ілюстрації, як Георг Діонісіус Ерет (нім. Georg Dionysius Ehret), брати Фердинанд, Йозеф Антон та Франц Андреас Бауер, П'єр-Жозеф Редуте та Волтер Гуд Фітч (англ. Walter Hood Fitch). За задумом організаторів експозиція повинна змінюватися раз на пів року. Ця галерея пов'язана з Галереєю Маріанни Норт (див. вище).

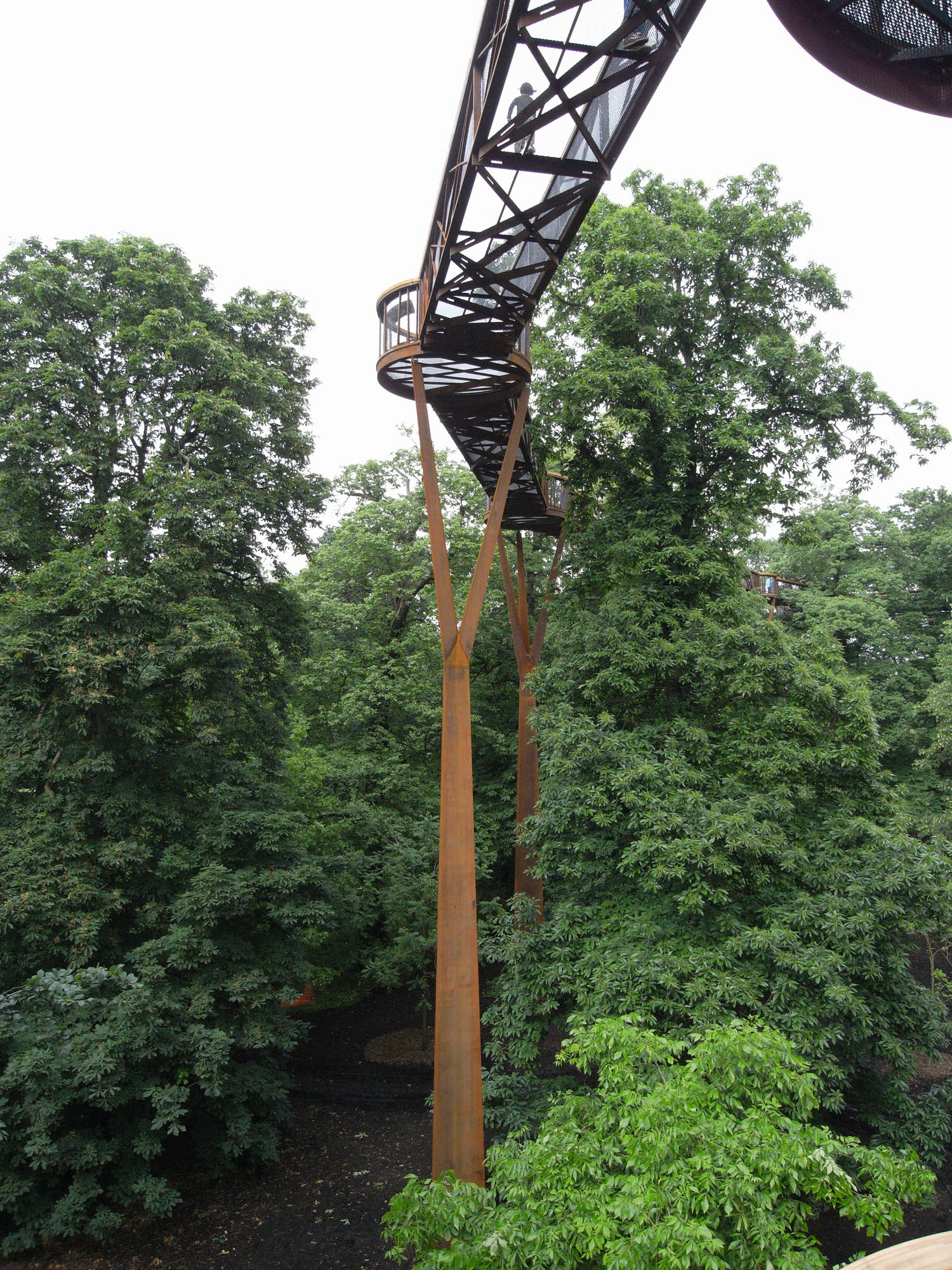
«Алея по верхівках дерев» в К'ю

- «Алея по верхівках дерев»

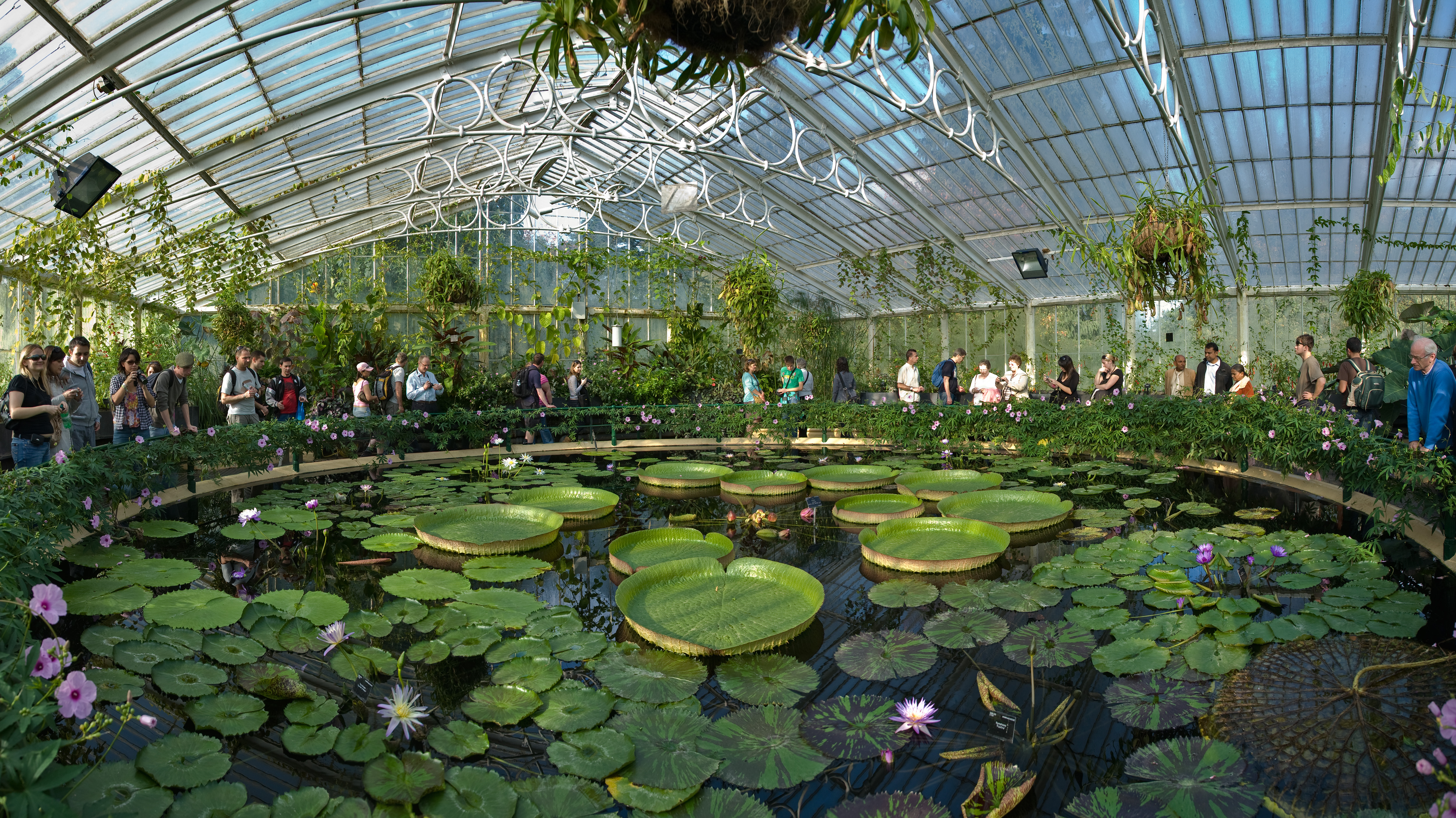
Будинок латаття

«Алея по верхівках дерев» відкрита 24 травня 2008 року. Цей засклений з усіх сторін пішохідний міст довжиною 200 метрів, винесений на 15 метрів, обсаджений 18-метровими деревами. Короткометражний фільм про будівництво цієї алеї доступний у мережі Інтернет.
- Будинок латаття

Будинок латаття — найжаркіше і найвологіше приміщення в К'ю. Посеред залу — великий ставок з різними видами латаття. Навколо ставка встановлені екрани, де розповідається про економічно важливі теплолюбні рослини.

## Колекції рослин в К'ю
- Дендрарій (Арборетум) — Сади К'ю включають дендрарій різних видів дерев.
- Колекція хижих рослин — розміщена у сховищі принцеси Уельської.
- Колекція кактусів — розміщена всередині та навколо сховища принцеси Уельської.
- Кам'янистий садок
- Колекція альпійських рослин
- Колекція бонсай
- Колекція трав
- Колекція рододендронів
- Садок азалій
- Сад бамбука
- Трояндовий сад (розарій)
- Колекція ялівців
- Колекція барбарисів
- Бузковий сад (сірінгарій)
- Садок водних рослин
- Кам'янистий садок
- Сад лікарських рослин
- Колекція папороті
- Колекція орхідей — розбита на дві частини відповідно до двох кліматичних зон зростання орхідних. Вона знаходиться у сховищі принцеси Уельської. Щоб зберегти інтерес відвідувачів, виставку постійно міняють, представляючи кожен раз обов'язково квітучі екземпляри різних видів.